# Prade
Prade este o localitate din comuna Koper, Slovenia, cu o populație de 946 de locuitori.